# Darius Twin
Darius Twin (ダライアスツイン Daraiasu Tsuin?) är ett shoot 'em up-spel till SNES från 1991 i Dariusserien. Det återutgavs till Wiis Virtual Console i Japan den 13 april 2010 och i Nordamerika den 13 december samma år.

## Handling
För länge sedan invaderades den fredliga planeten Darius av Belser och hans styrkor. Man visste inte från vilken planet de kom, men experterna gissade på en planet med mycket vatten, då rymdfarkosterna utseendemässigt påminde mycket om fiskar, krabbor, sjöhästar samt andra undervattensdjur. Darius var dåligt förberedda, och stupade snabbt. Men två unga modiga darianer, Tiat och Proco, lyckades fly till en annan planet. Tillsammans satte de samman en armé för att krossa Belser. Tiden gick, och deras styrkor växte. Belser började dock anfalla fler planeter. Två modiga darianer, inspirerade av Tiat och Proco, ger sig ut med sina Silver Sharks-rymdfarkoster. Man kan välja olika vägar i spelet.

### Fotnoter
1. ↑  ”Darius Twin” (på svenska). Nintendomagasinet (Kungsbacka: Atlantic) (4 1993):  sid. 14-15 (Power Player). april 1993. Läst 19 april 2014.